# Pop'n'Gum (chanson)
Singles de Superbus
Radio Song Little Hily
Pistes de Pop'n'Gum
Radio Song Des hauts, des bas
Pop'n'Gum est une chanson du groupe de rock français Superbus qui figure sur l'album de même titre Pop'n'Gum, leur deuxième album studio. Le morceau a été diffusé en radio au printemps 2005 et est sorti dans le commerce le 18 juillet 2005.
Le Pop'n'Mix, seul remix officiel de Superbus à ce jour, présent en troisième piste du Single, a été intégralement réalisé par Jennifer Ayache.
Pop'n'Gum a été utilisée dans les pubs Malabar Bubbaloo, intégrant des images du clip réalisé par Julien Trousselier où l'on apprend que ces chewing-gums ne seraient autre que les testicules de petits monstres imaginaires.
Dans le texte de cette chanson, Jennifer Ayache explique sa difficulté à grandir en établissant un parallèle entre la vie et le chewing-gum.